# Anoectangium patagonicum
Anoectangium patagonicum är en bladmossart som beskrevs av Jules Cardot och Brotherus 1923. Anoectangium patagonicum ingår i släktet Anoectangium och familjen Pottiaceae. Inga underarter finns listade i Catalogue of Life.